# La Verdière
La Verdière (okzitanisch La Verdiera) ist eine französische Gemeinde  mit 1.674 Einwohnern (Stand 1. Januar 2022) im Département Var in der Region Provence-Alpes-Côte d’Azur. Sie gehört zum Arrondissement Brignoles und zum Kanton Saint-Maximin-la-Sainte-Baume. Bis zur Schaffung moderner Wasserversorgung und Kanalisation wurde die Frischwasserversorgung über eineinhalb Kilometer mit dem Aquädukt La Verdière sichergestellt. Teile dieses Bauwerkes sind heute noch zu sehen. Im nordöstlichen Gemeindegebiet entspringt das Flüsschen Malaurie.
Nachbargemeinden sind
- Saint-Julien im Norden,
- Quinson im Nordosten,
- Montmeyan im Osten,
- Tavernes, Varages, Saint-Martin-de-Pallières und Esparron im Süden,
- Ginasservis im Westen.

## Bevölkerungsentwicklung
| 1962 | 1968 | 1975 | 1982 | 1990 | 1999 | 2006 | 2017 |
| ---- | ---- | ---- | ---- | ---- | ---- | ---- | ---- |
| 473  | 486  | 505  | 524  | 646  | 782  | 1297 | 1601 |

## Sehenswürdigkeiten
- Aquädukt La Verdière (Monument historique)